# فارستن (مینه‌سوتا)
فارستن، مینه‌سوتا (به انگلیسی: Foreston, Minnesota) یک شهر در ایالات متحده آمریکا است که در Mille Lacs County واقع شده‌است.

## خصوصیات
فارستن ۳٫۷۰ کیلومترمربع مساحت و ۵۳۳ نفر جمعیت دارد و ۳۳۳ متر بالاتر از سطح دریا واقع شده‌است.